# Canyon Pictures Corporation
Canyon Pictures Corporation foi uma companhia cinematográfica estadunidense que produziu 21 filmes entre 1919 e 1922.

## Histórico

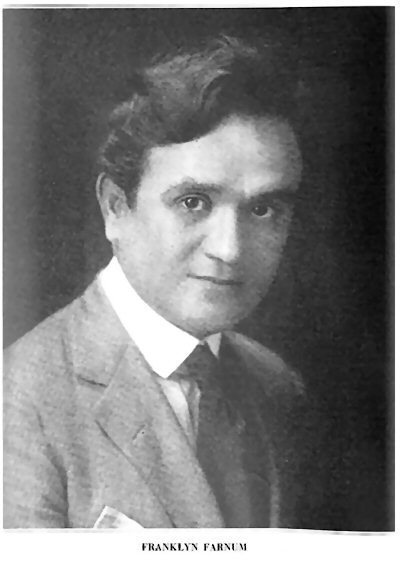
Franklyn Farnum, ator principal dos westerns produzidos pela Canyon Pictures.

Sua especialidade eram os Westerns, com Franklyn Farnum, e sua primeira produção foi o filme The Desert Rat, em 1919, o primeiro dos 12 westerns com Franklyn Farnum e Buck Jones para a Canyon, em 1919. Após os 12 episódios westerns foi produzido o seriado Vanishing Trails, em 1920, também estrelado por Franklyn Farnum. A partir de 1921, a companhia passou a co-produzir seus westerns com a William N. Selig Productions. Em 1922, os dois últimos filmes da Canyon foram comédias, com John J. Richardson, e a companhia foi creditada como Crescent Comedies.
Os filmes da Canyon foram distribuídos, em grande parte, pela Aywon Film.

## Filmografia
- The Desert Rat (1919)
- The Two Doyles (1919)
- Hell's Fury Gordon (1919)
- Vengeance and the Girl (1919)
- The Up Hill Climb (1919)[2]
- The Puncher and the Pup (1919)
- Shackles of Fate (1919)
- When Pals Fall Out (1919)
- Brother Bill (1919)[3]
- Breezy Bob (1919)
- Cupid's Roundup (1919)
- The Cowboy and the Rajah (1919)
- Vanishing Trails (1920)
- The Galloping Devil (1920)
- The Fighting Stranger (1921, co-produção com William N. Selig Productions)
- The Hunger of the Blood (1921, co-produção com William N. Selig Productions)
- The Last Chance (1921, co-produção com William N. Selig Productions)
- The Struggle (1921, co-produção com William N. Selig Productions)
- The Raiders (1921, co-produção com William N. Selig Productions)
- West Is Worst (1922) (como Crescent Comedies)
- Easy Pickin' (1922) (como Crescent Comedies)